# Aero Boero AB-150
O Aero Boero AB-150 é um aeronave monomotor, asa alta, utilitário produzido pela Aero Boero. O AB-150 desenvolvido em paralelo com o AB-180 como uma versão de baixo custo e de menor potência. Assim como o AB-180, foi produzido pela Aero Boero nas versões de longo alcance e agrícola.

## Versões
- AB-150 Ag: Variante agricola; cinco unidades foram construídas;[2]
- AB-150 RV: Variante de longo alcance. Cancelada, com os pedidos transferidos para o AB-180RV;[2]

## Especificações (AB-150Ag)
Dados de Jane's All The World's Aircraft 1982-83 
Características Gerais
- Tripulantes: 1 (piloto)
- Capacidade: 1 (passageiro/aluno)
- Comprimento: 7.27 m (23 ft 10 in)
- Envergadura: 10.72 m (35 ft 2 in)
- Altura: 2.10 m (6 ft 11 in)
- Área Alar: 16.47 m² (177.3 sq ft)
- Alongamento: 6.98:1
- Aerofólio: NACA 23012 (Modificado)
- Peso Vazio: 590 kg (1.301 lb)
- Peso Máximo de Decolagem (MTOW): 1.001 kg (2.207 lb)
- Capacidade de Combustível: 134 L
- Motor: 1x Lycoming O-320-A2B, quatro cilindros opostos, refrigerado a ar, 150 hp (112 kW);

Desempenho
- Velocidade Máxima: 220 km/h (140 mph; 120 kn);
- Velocidade de Cruzeiro: 152 km/h (94 mph; 82 kn) em cruzeiro econômico;
- Velocidade Nunca Exceder: 228 km/h (142 mph; 123 kn);